# Todo esto es muy extraño
Todo esto es muy extraño , àlbum que tragueren al mercat els Hombres G l'any 2004.

## Llista de cançons
1. El diablo dentro de mi 3:17
2. ¿Por que no ser amigos? 3:21
3. No lo se 3:14
4. ¿Que soy yo para ti? 5:36
5. He de saber 2:51
6. Un poco más 3:26
7. Me quiero enamorar 2:39
8. Todos menos tu 4:09
9. Si te vas 2:51
10. El cielo herido 2:13
11. El resplandor 4:18